# Circundação
Chama-se circundação ao movimento circular ou semicircular de um membro em volta do eixo do corpo.